# Steve Dawson
Steven Dawson, detto Dobby (Sheffield, 24 febbraio 1952), è un bassista britannico, noto per avere militato nei Saxon.

## Biografia
Nel 1977 fondò con il chitarrista Graham Oliver i Son of a Bitch, che da lì a poco sarebbero diventati i Saxon. Nel 1986 è costretto a lasciare il gruppo durante la lavorazione di Rock the Nations su pressione della moglie: ella infatti non sopportava più di vedere sparire il marito per i lunghi tour. Fonda gli Usi (dove milita il futuro batterista dei Saxon Nigel Durham e alla chitarra Steve Johnson, fratello del suo sostituto Paul Johnson), con i quali non pubblica niente. Dopo aver lasciato i Saxon nel 1995, Oliver propose a lui e all'altro ex Son of a Bitch/Saxon Pete Gill di riformare il loro primo gruppo: pubblicarono quindi l'album Victim You, fortemente ignorato dal pubblico. Con un parziale cambio di formazione (tra cui quello relativo al ruolo di batterista che vide Gill lasciare il posto a Durham) il gruppo divenne Oliver/Dawson Saxon, continuando a fare tour presentando le vecchie canzoni dei Saxon. Nel 2002 pubblicò un disco solista, Pandemonium Circus che raccoglie le registrazioni effettuate negli anni ottanta con Steve Johnson e Nigel Durham e che non erano riuscite a vedere la luce in precedenza.
Il suo contributo alla prima fase dei Saxon fu determinante: gran parte degli input creativi veniva da lui; inoltre le sue linee di basso possenti e melodiche contribuivano ad arricchire le canzoni giocando un ruolo importante nell'economia del pezzo.
Nel marzo del 2024 è stato condannato a sei anni di carcere per aver abusato, negli anni '90, di una bambina che all'epoca dei fatti aveva sei anni.

## Discografia

### Saxon
- 1979 - Saxon
- 1980 - Wheels of Steel
- 1980 - Strong Arm of the Law
- 1981 - Denim and Leather (1981)
- 1982 - The Eagle Has Landed
- 1983 - Power & the Glory
- 1984 - Crusader
- 1985 - Innocence Is No Excuse
- 1999 - BBC Sessions
- 2000 - Live at Donnington 1980

### Son of a Bitch
- 1996 - Victim You

### Oliver/Dawson Saxon
- 2000 - Re://Landed
- 2003 - It's Alive
- 2003 - The Second Wave: 25 Years of NWOBHM
- 2006 - Whippin' Boy

### Steve Dawson
- 2002 - Pandemonium Circus